# Pornòcrates
Pornòcrates és una pintura de l'artista belga Félicien Rops, creada el 1878. És part de la col·lecció del Museu Félicien Rops de Namur.
El treball està pintat al guaix i aquarel·la realçats al pastel sobre paper. Reproduccions de l'obra (aiguafort, heliogravat i aiguatinta, de vegades acolorits) es conserven a les col·leccions d'altres museus, com el Museu d'Art del Comtat de Los Angeles, el Museu Nacional d'Art Occidental de Tòquio i el Rijksmuseum d'Amsterdam.

## Descripció
Pornòcrates és considerat el treball més conegut de Rops. Aleshores l'artista tenia 45 anys i convivia a París juntament amb les germanes Léontine i Aurélie Duluc, ambdues les seves amants i mares dels seus fills. El títol del treball pot ser traduït com «El governant de la fornicació». Segons la seva correspondència, Rops va produir aquesta pintura «en un apartament sobreescalfat, ple d'olors diferents, on l'opopanax i el ciclamen em van donar una lleugera febre dirigida cap a la producció o fins i tot cap a la reproducció». El treball representa una dona de perfil, portant un porc amb una corretja, vista des del cantó esquerre. La dona, probablement una cortesana, està gairebé nua, amb l'excepció de les seves joies (collar, polseres i arracades), un parell de guants llargs de seda negres, una bena als ulls, un barret amb plomes, mitges i sabates negres, i una faixa de seda daurada i blava. Per sobre del porc, tres amorets voleien, commocionats o horroritzats. Rops s'hi refereix com «tres amors antics que s'esvaeixen en llàgrimes».

## Interpretació
La dona es pot veure com una dona poderosa, i el porc es pot veure com la imatge de l'home en un estat brutal, submís i ignorant, que la dona controla. El porc també pot ser vist com una al·legoria del luxe, o fins i tot com un animal diabòlic, símbol de fornicació, que condueix la dona a la ceguesa. De totes maneres el treball de Rops representa la visió de la dona del decadentisme de finals del segle xix: una dona fatal que era cada vegada més assertiva sexualment, cruel i seductora. «Ella és l'animal humà descarnadament descrit per Félicien Rops, governant de la pornocràcia de Pierre-Joseph Proudhon, una criatura guiada a cegues per un porc, el símbol de Circe, el representant bestial de tot vici sexual».

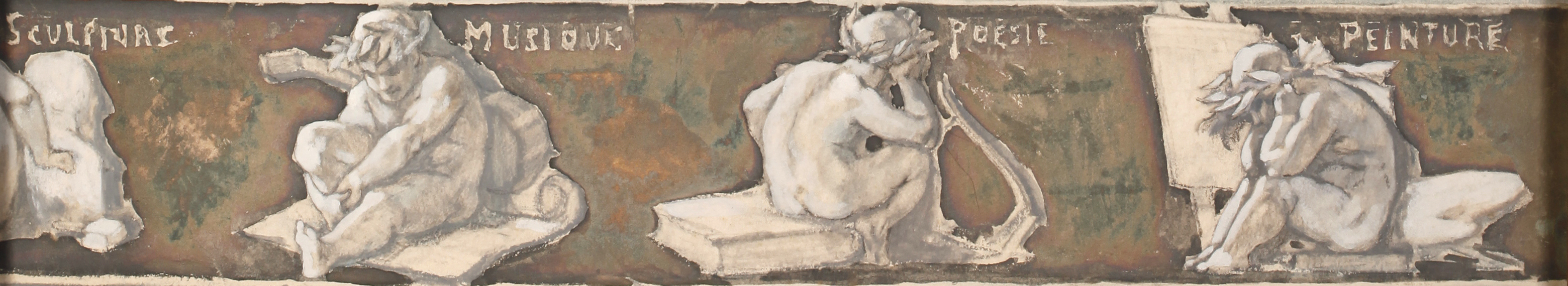
Fris amb les arts

La dona i el porc estan caminant sobre un terra de marbre amb un fris que representa les quatre al·legories de les arts: escultura, música, poesia i pintura. Les belles arts apareixen en grisalla, com a figures joves masculines clàssiques assegudes mirant desesperades. Aquest fet podria ser interpretat com la victòria de la sensualitat i l'erotisme de l'art que van crear Rops i els seus contemporanis del moviment decadent, en contrast amb l'avorriment de l'art academicista de l'època.
El títol també pot referir-se al concepte de saeculum obscurum, un període en la història del papat durant la primera meitat del segle x on els papes van estar fortament influïts per una família aristocràtica corrupta, els Theophylacti. Pierre-Joseph Proudhon va publicar el seu tractat antifeminista La Pornocratie o les femmes dans les temps moderns el 1875, tres anys abans que Rops realitzés la seva obra Pornòcrates.
Un dels primers propietaris del treball va ser el jurista belga i col·leccionista d'art Edmond Picard. Pornòcrates va ser rebut amb indignació i escàndol durant l'exposició del Cercle des XX, un grup d'art al qual Rops va pertànyer, quan va ser exhibit el 1886.

## Galeria

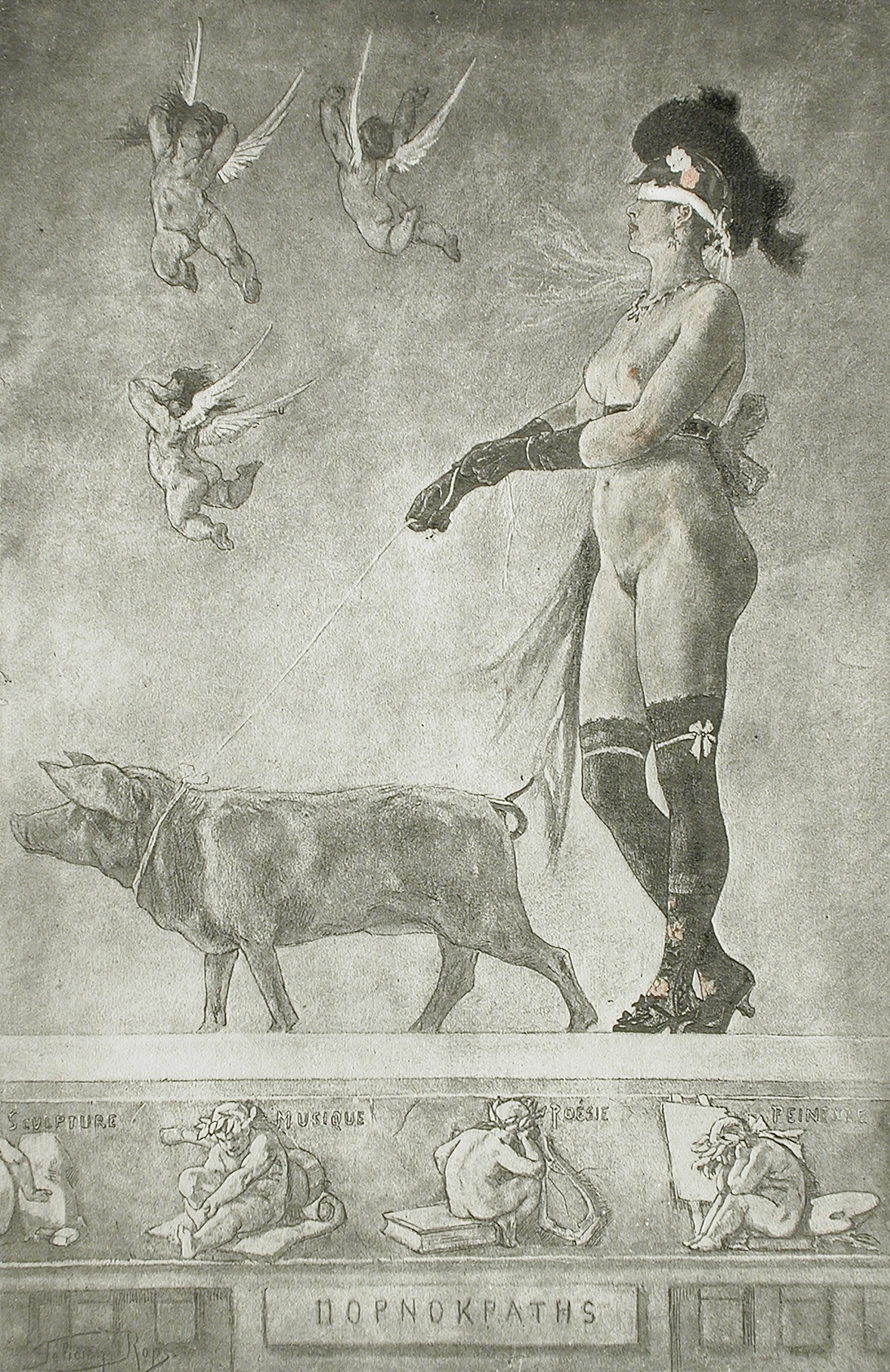
Aiguafort (1896) al Museu d'Art del Comtat de Los Angeles
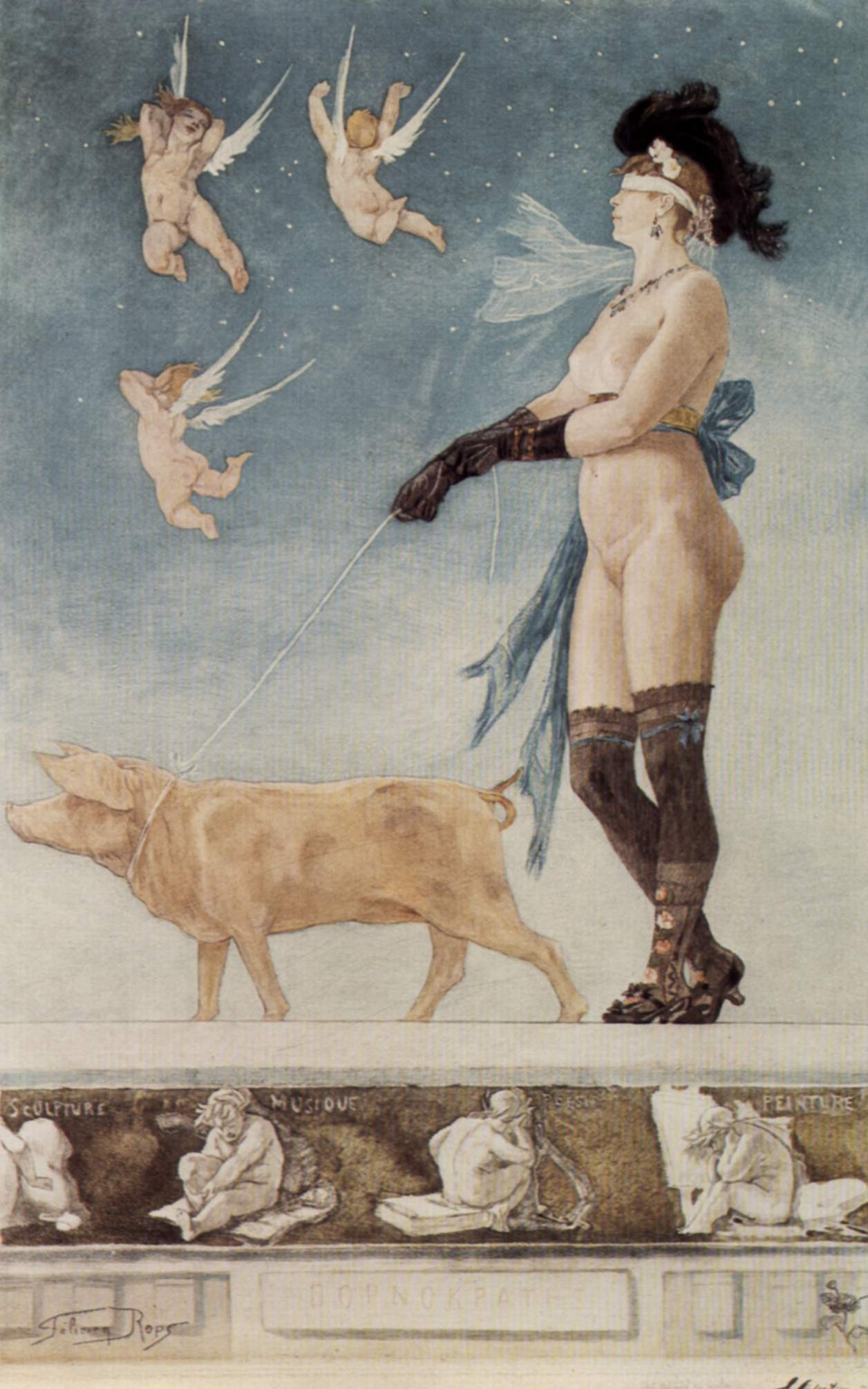
Aiguafort amb aquarel·la, col·lecció privada.
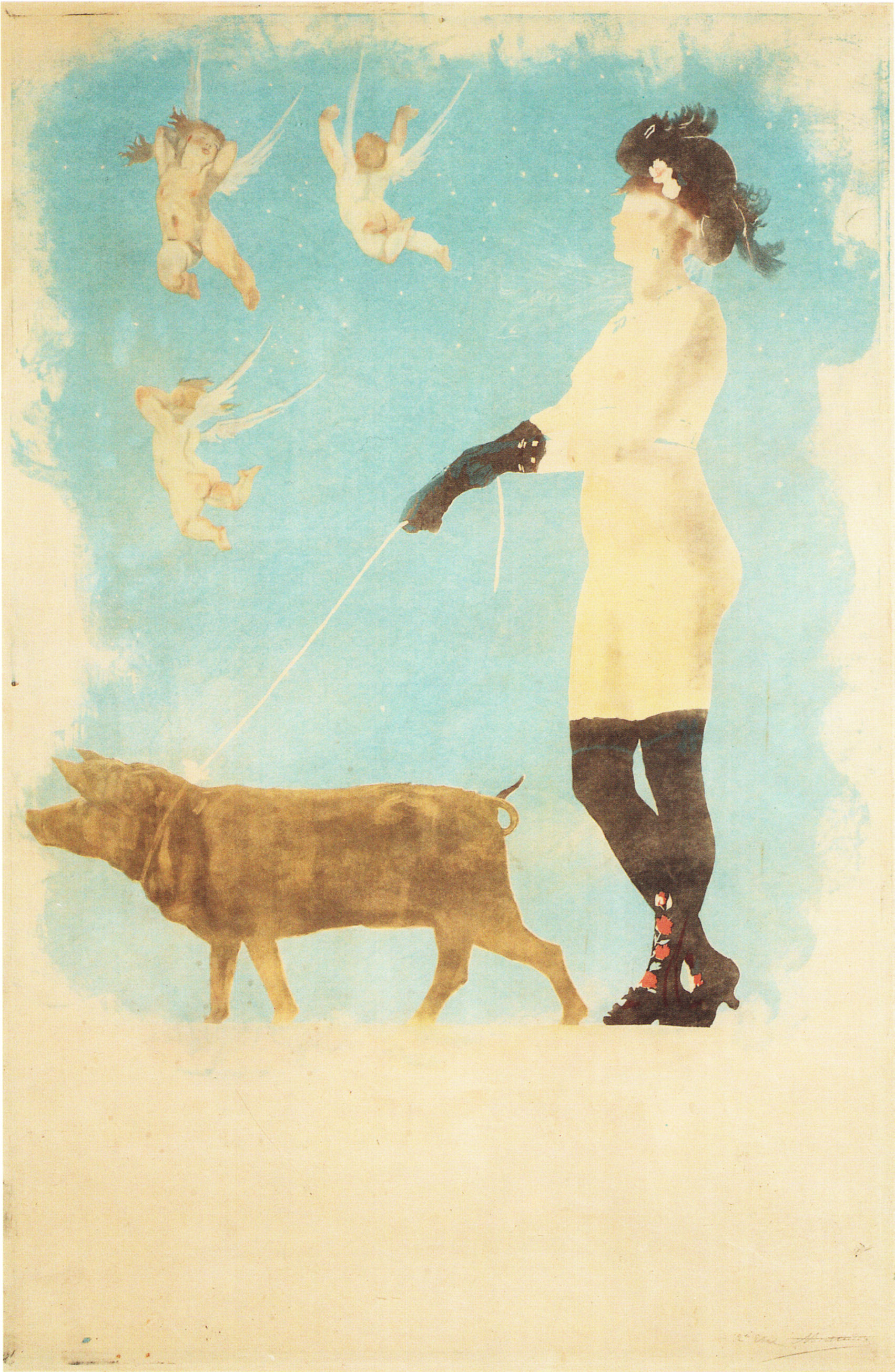
Heliogravat (1896) al Museu Félicien Rops